# Geschwister Hofmann (1950er-Jahre)
Das Gesangsduo Geschwister Hofmann bestand aus Elisabeth Deuringer (geb. Hofmann; * 5. Dezember 1913; † 8. Mai 1988) und Gretel Wünsch-Kästel (geb. Wünsch; * 27. Juli 1935).

## Bandgeschichte
Das 1954 von Hubert Deuringer gegründete Duo Geschwister Hofmann erhielt 1955 einen Plattenvertrag und hatte in den folgenden Jahren einige Erfolge, darunter Nimm die Stunden, wie sie kommen.
Deuringer brachte damals Gretel Wünsch, die in Stuttgart beim Süddeutschen Rundfunk für einen Gesangswettbewerb Probeaufnahmen machte, mit seiner damaligen Frau Elisabeth (genannt Liesel) zusammen. Es wurde ein Demo-Band aufgenommen und bei dem Plattenlabel DECCA eingereicht. Unter dem Gruppennamen Geschwister Hofmann wurden mehrere Gesangstitel produziert. Schnell hatte sich das Gesangsduo bei der DECCA etabliert und bald wurden ihre Stimmen in anderen Gruppen eingebaut, z. B. beim Fröhlich Quartett, Die Vagabunden und Die Heimatsänger.
Bei verschiedenen Aufnahmen wurden ihre Gesangsstimmen durch Mitglieder des RIAS Kammerchores verstärkt. Ende 1957 traten die Geschwister Hofmann zusammen mit Ralf Bendix, Maria Mucke, Leo Leandros, Angèle Durand, Gitta Lind und Addi Münster im Fernsehen auf. 1958 verpflichtete sich Gretel Wünsch-Kästel zum Hansen-Quartett. Dadurch ging das Duo trotz der Verkaufserfolge auseinander.
Ihre größten Erfolge sind Seemann, wo ist Deine Heimat und Im Silberwald (Filmmusik zu Der Wilderer vom Silberwald, einem deutschen Heimatfilm von 1957).
1960–1972 trat Gretel Wünsch-Kästel in diversen Gruppen, darunter dem Botho-Lucas-Chor, und auch als Solistin auf. 1972 zog sie sich aus dem Musikgeschäft zurück.

## Bandformationen
Die Geschwister Hofmann waren in verschiedenen Formationen mit anderen Musikern aktiv. Mit der Formation Die Heimatsänger veröffentlichten sie unter anderen die Single Köhlerliesel, die ein Nummer-eins-Hit wurde und im Oktober 1957 die Singlecharts anführte.
- Geschwister Hofmann
  - Elisabeth Deuringer
  - Gretel Wünsch

- Das Fröhlich Quartett
  - Elisabeth Deuringer
  - Gretel Wünsch
  - Karl Golgowsky
  - Rudi Stemmler (vom Golgowsky-Quartett)

- Die Vagabunden
  - Elisabeth Deuringer
  - Gretel Wünsch
  - Rüdiger Piesker (späterer Orchesterchef und Produzent bei Polydor) und
  - Günter Kallmann (Mitglied vieler Gruppen)

- Die Heimatsänger
  - Elisabeth Deuringer
  - Gretel Wünsch
  - Bernd Golonsky und sein Quartett

## Singles
| Jahr | Titel                                                                              | Musiklabel |
| ---- | ---------------------------------------------------------------------------------- | ---------- |
| 1955 | Seemann, Wo ist Deine Heimat / Vergiß es nicht an mich zu denken                   | Decca      |
| 1956 | Im Fliederstrauch / Die Rosen der Heimat                                           | Decca      |
| 1956 | Wenn Im Wald der Kuckuck ruft / Das Edelweiß vom Wendelstein                       | Decca      |
| 1956 | Weißt Du noch / Es müßte wie damals sein                                           | Decca      |
| 1956 | Hundertmal, Tausendmal / Mein stilles Heimattal                                    | Telefunken |
| 1957 | Es sang ein kleines Vögelein / Am Mühlbach                                         | Decca      |
| 1957 | Rot sind die Rosen der Liebe / Wo die Glockblumen blühn                            | Decca      |
| 1957 | Ich bin Zuhause im Oberland / Ein kleines Herzerl am goldenen Ketterl              | Decca      |
| 1957 | Die Rosen und die Nachtigall / Ein Mädel aus dem Zillertal                         | Decca      |
| 1957 | Weiße Berge, grüne Täler / I möchte’ a Häuserl in den Bergen                       | Decca      |
| 1957 | Laß’ keinen Tag ohne Liebe vergeh’n / Hab’ nur Geduld                              | Decca      |
| 1958 | Im Silberwald / Ein Mann nach meinem Herzen                                        | Decca      |
| 1958 | Gebrochenen Treue / Wenn zwei sich Wiedersehen                                     | Decca      |
| 1958 | Vergessen, verlassen, verloren / Oh, Goldschmied’s Töchterlein                     | Decca      |
| 1958 | Der kleine Dompfaff / Liebes Edelweiß, kleines Edelweiß                            | Decca      |
| 1958 | Du kleines Reh / Das Laterndl mit dem Sterndl                                      | Decca      |
| 1958 | Veilchen im Frühling / Kleines Glückskäferlein                                     | Decca      |
| 1959 | Jedes Herz braucht ein Zuhause / Alles kommt mal wieder                            | Decca      |
| 1960 | s’Herzglöckerl / Ganz leis spurrt das Spinnrad                                     | Decca      |
| 1961 | Silberne Perlen und rote Korallen / Fahr nicht an Java vorbei                      | Decca      |
| 1961 | I schnitz Dir ein Herzerl / Bergeinsamkeit                                         | Decca      |
| 1961 | Schön ist es immer gewesen / Rosmarien werden blüh'n                               | Decca      |
| 1961 | Am himmelblauen See / Auch für Dich steht ein Sternderl am Himmel                  | Decca      |
| 1962 | Leb’wohl kleine Schwalbe / Nimm die Stunden wie sie kommen                         | Decca      |
| 1962 | Ich möchte’ auf der Welt nur ein Stückchen vom Glück / Liebe bringt Freud und Leid | Decca      |